# Carpèntum

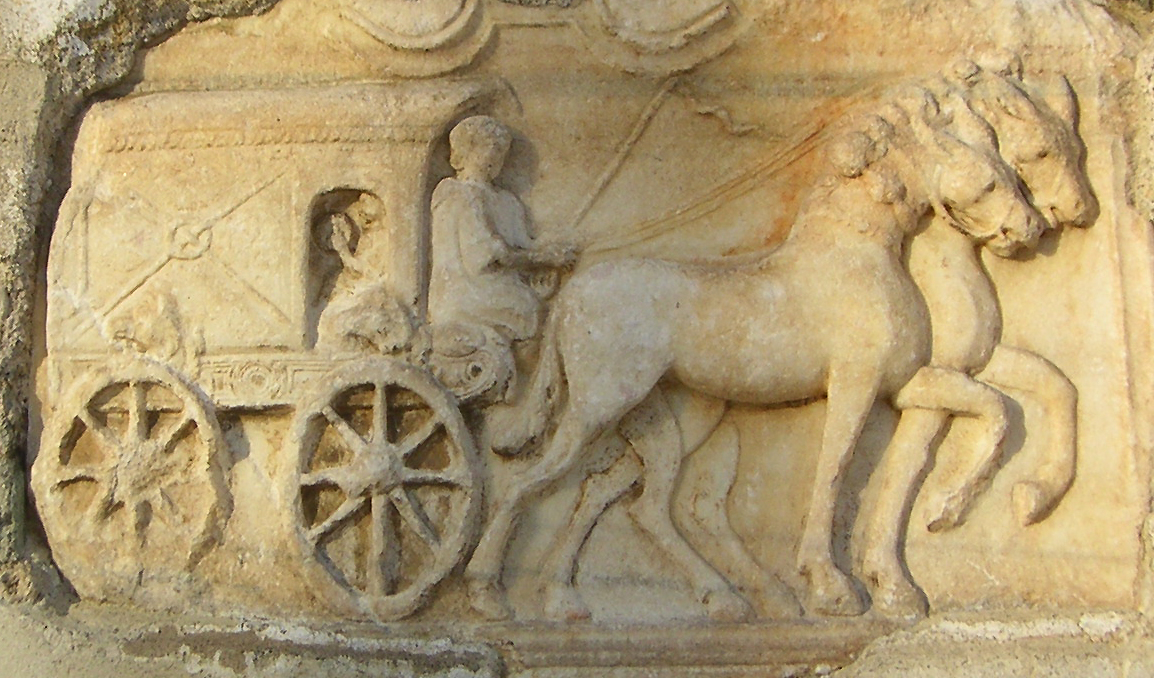
Carro romà de quatre rodes

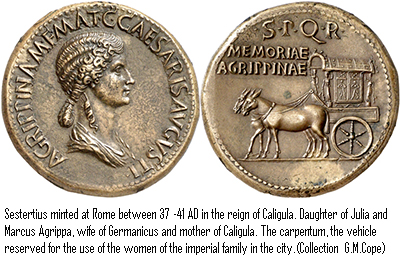
Sesterci romà mostrant un carpèntum tirat per dues mules.

Un carpèntum (llatí: carpentum) era una mena de carruatge similar a l'harmamaxa grega. Aquest tipus de carruatge cobert era usat pels britons, els gals, els cimbres, els al·lòbroges, els helvecis, els romans i altres nacions.
El seu nom celta original era carra o carri. El carpèntum era un carro amb un sostre aguantat per quatre columnes o pals, de vegades formant un conjunt ricament adornat. Se sap que en temps molt primerencs ja s'usava a Roma, però només per les persones privilegiades, almenys dins de les muralles. El currus arcuatus que Numa Pompili va autoritzar que portessin els Flamines, segons diu Titus Livi, és sens dubte el mateix que el carpèntum el carruatge que usava Tarquini el Superb quan encara era una persona privada, i que la seva esposa Túl·lia Minor conduïa pels carrers de Roma. En la seva forma primitiva devia ser simplement un carro cobert.
Era usat també per persones privades pels seus viatges. Hi podien viatjar dues o tres persones a més del conductor i era tirat per un parell de mules (carpentum mulare) i rarament per cavalls o bous. Era utilitzat per les dones (matrones) romanes per anar a les processons públiques i això era considerat un privilegi, ja que l'ús de carruatges a la ciutat estava prohibit durant la república. Durant l'Imperi es va concedir alguna vegada el privilegi especial a dones de la família imperial.
Quan Calígula va instituir uns jocs en honor de la seva difunta mare Agripina Major va posar el carpèntum de la difunta a la processó. Durant el regnat de Septimi Sever, l'ús dels carruatges estatals es va concedir a alts funcionaris, com el praefectus praetorio, els governadors provincials i els seus legats. Alexandre Sever va estendre el privilegi a tots els senadors. Al segle iv es van eliminar totes les restriccions a l'ús de carruatges dins de la ciutat.